# Cosmorhoe otregiata
Cosmorhoe otregiata är en fjärilsart som beskrevs av Metcalfe 1917. Cosmorhoe otregiata ingår i släktet Cosmorhoe och familjen mätare. Inga underarter finns listade i Catalogue of Life.